# دهستان پیان
دهستان پیان نام دهستانی در بخش مرکزی شهرستان ایذه، استان خوزستان در ایران است. بر اساس سرشماری مرکز آمار ایران در سال ۱۳۸۵، جمعیت آن ۱۱۷۸۲ نفر (۲۰۹۱ خانوار) بوده‌است.
اخیرا سنگ ابزارهایی از غار پیون (پیان) به دست آماده که نشان می دهد پیشینه زندگی انسان در این منطقه به حدود پارینه سنگی میانی بر می گردد. به گفته باستان شناسان و پژوهشگران غار پیون، بررسی و آزمایش هایی که بر روی مصنوعات سنگی به عمل آمده نشان می دهد زمان ساخت و استفاده این ابزارها به حدود ۱۰۰ هزار سال پیش بر می گردد بنیانگذاران و اکثر جمعیت و مالک اصلی این روستا طایفه مشایخ البرز هستند   